# Болгарский революционный центральный комитет

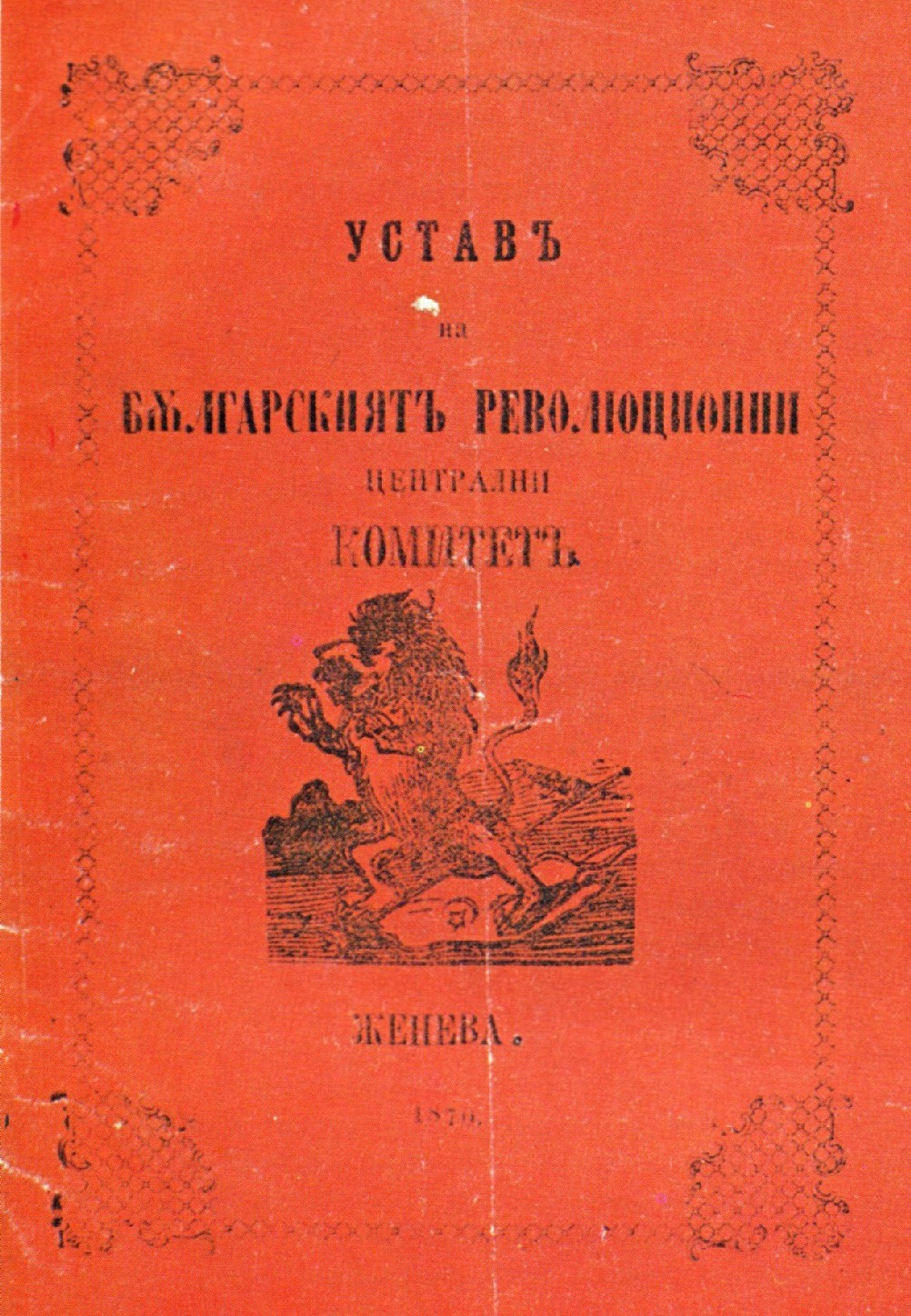
Устав Болгарского революционного центрального комитета, 1870

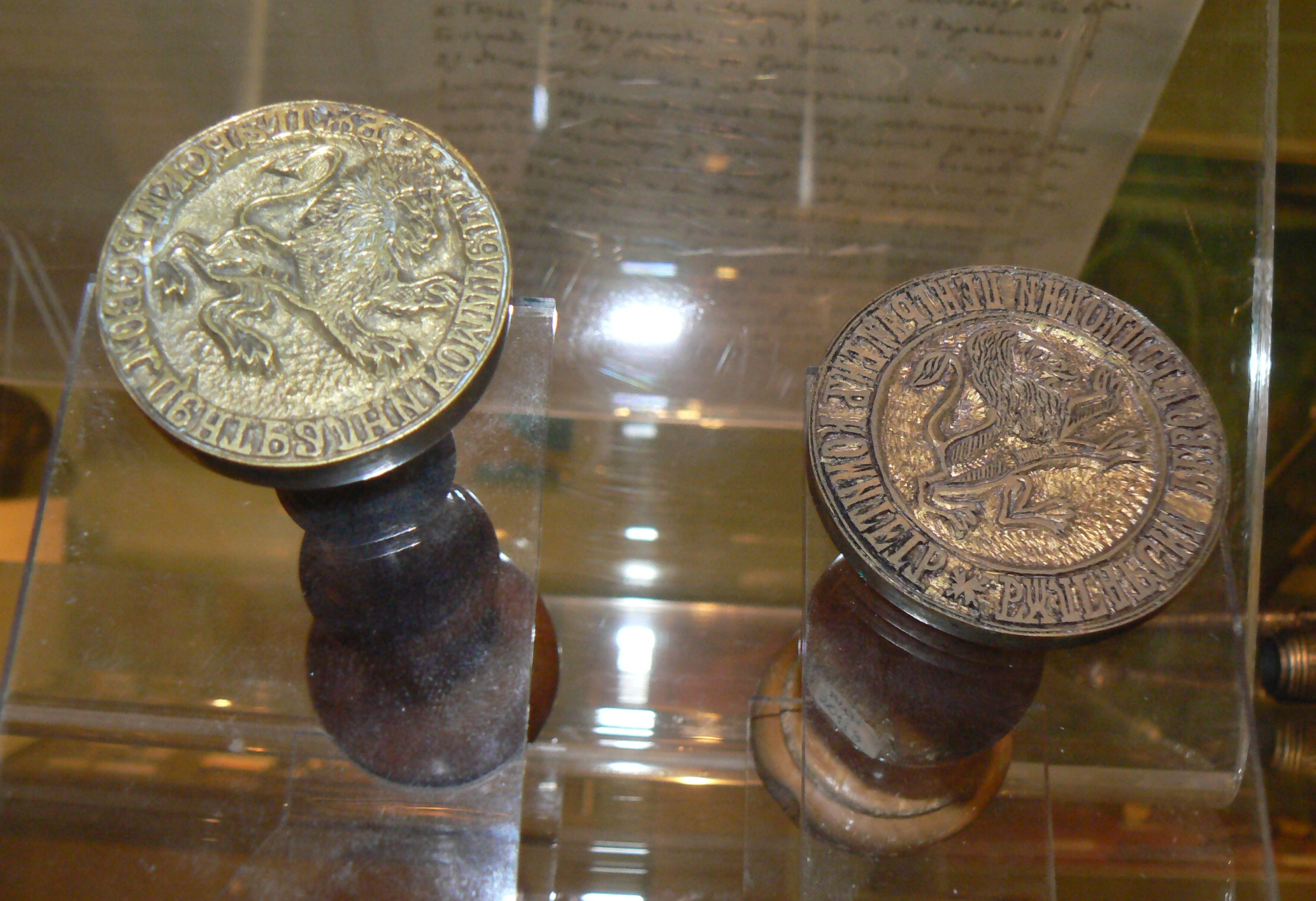
Печати БРЦК, 1870-е (находятся в Национальном историческом музее Болгарии).

Болгарский революционный центральный комитет (болг. Български революционен централен комитет, БРЦК) — революционная организация, возглавлявшая в 1870-е национально-освободительную борьбу болгарского народа против турецкого ига. Создан в 1869 в Бухаресте болгарскими эмигрантами, главными организаторами выступили Васил Левский (с 1872 — представитель БРЦК в Болгарии), Панайот Хитов и Любен Каравелов. 
Программа комитета была опубликована в 1870 в Женеве, на страницах русского революционного журнала «Народное дело». По содержанию программа представляла собой компромисс между буржуазным радикальным и революционно-демократическим течениями, существовавшими внутри БРЦК. Провозглашалась цель освобождения Болгарии и других балканских стран от турецкого ига путём вооружённой борьбы, при этом вопрос о форме государственного устройства независимой Болгарии оставался открытым. Устав БРЦК, принятый по предложению В.Левского, предусматривал создание в Болгарии разветвлённой сети местных революционных комитетов. Такая сеть под руководством В.Левского была развёрнута и стала опорой Старозагорского восстания 1875, которое было жестоко подавлено турецкими властями. 
После поражения восстания внутри БРЦК усилились разногласия, ряд видных деятелей (Х.Ботев, Д.Ценович и другие) покинули его ряды, и в 1876 комитет фактически прекратил свою деятельность.
В 1876 в Джурджу (Румыния) был создан новый революционный комитет, подготовивший апрельское восстание 1876.